# 玉井站 (全罗南道)
玉井站（：／ Okjeong yeok */?）曾为韩国铁路湖南线上的一个车站，位于全罗南道长城郡黃龍面玉井里，已于2006年废止。

## 历史
- 1959年12月20日，落成使用[3]。
- 1966年8月30日，开始办理货运业务[4]。
- 1980年4月21日，升级为普通站[5]。
- 1984年4月9日，新站舍完工。
- 2004年7月16日，客运业务停止办理[6][7]。
- 2006年6月23日，停止使用[8][1][2]。